# Революция на Капри
Революция на Капри (итал. Capri-Revolution) — франко-итальянский фильм-драма 2019 года, поставленный режиссером Марио Мартоне. Мировая премьера картины состоялась 6 сентября 2018 года на 75-м Венецианском международном кинофестивале, где он принимал участие в основной конкурсной программе и получил несколько наград, в том числе Премию Франческо Пазинетти в 2019 году фильм был номинирован в 13 категориях на получение итальянской национальной кинопремии «Давид ди Донателло»и получил две награды.

## Сюжет
События фильма разворачиваются в 1914 году. Италия вот-вот вступит в Первую мировую войну. На фоне глобальной угрозы, нависшей над миром, на острове Капри бушуют совсем другие страсти. Сюда, словно магнитом, притягивает молодых романтиков, писателей, художников и революционеров, таких как российские эмигранты во главе с прославленным писателем Максимом Горьким, которые готовят будущую революцию. А ещё остров имеет свою сильную идентичность, которая воплощена в девушке по имени Люсия, которая встречает здесь волшебного лидера коммуны Сэйбу и молодого врача Карло.